# Diocesi di Caithness
La diocesi di Caithness (in latino Dioecesis Cathanensis) è una sede soppressa della Chiesa cattolica in Scozia.

## Territorio
La diocesi era situata nel nord della Scozia e comprendeva le attuali contee di Caithness e di Sutherland, nell'estrema parte settentrionale dell'area amministrativa di Highland.
Sede vescovile era la città di Dornoch, dove si trova la cattedrale di Santa Maria e San Gilberto.
La ricerca storica ha individuato le 23 parrocchie precedenti la Riforma: Assynt, Bower, Canisbay, Clyne, Creich, Dornoch, Dunbeath, Dunnet, Durness, Farr, Halkirk, Kildonan, Kilmalie, Lairg, Latheron, Loth, Olrig, Reay, Rogart, Skinnet, Thurso, Watten e Wick.

## Storia
Il territorio fu evangelizzato da san Fergus Cruithneach nella prima metà dell'VIII secolo. La diocesi di Caithness fu eretta attorno alla metà del XII secolo durante il regno di Davide I. La sede primitiva della diocesi era Halkirk.
Il terzo vescovo, Adamo, fu brutalmente ucciso durante una sollevazione popolare causata dall'aumento della decima; fu rinchiuso nella sua abitazione di Halkirk, e poi dettero fuoco all'edificio, l'11 settembre 1222. Papa Onorio III ordinò che i colpevoli fossero puniti; il re Alessandro II di Scozia ordinò la messa a morte di 400 persone.
Il suo successore fu Gilbert de Moray, venerato come santo dalla Chiesa scozzese. A lui si deve il trasferimento della sede episcopale a Dornoch, dove fece costruire la cattedrale, che dotò delle costitutuzioni capitolari. Morì il 1º aprile 1244 o 1245 e fu sepolto nella cattedrale, di cui divenne contitolare, assieme a Santa Maria.
Papa Pio II (1458-1464) concesse il diritto d'asilo alla cattedrale di Dornoch e al territorio circostante fino alla distanza di 3 miglia.
Inizialmente la diocesi era immediatamente soggetta alla Santa Sede; il 17 agosto 1472 entrò a far parte della provincia ecclesiastica di Saint Andrews.
L'ultimo vescovo cattolico di Caithness fu Robert Stewart; non fu mai consacrato e dopo molti anni vissuti in Inghilterra, ritornò in patria e aderì al protestantesimo; morì nel 1586. Gli succedette George Gladstanes, primo vescovo della Chiesa episcopale scozzese. La diocesi episcopaliana di Caithness fu soppressa ufficialmente nel 1688, ma continuò clandestinamente, dall'Ottocento porta il titolo di diocesi di Moray, Ross e Caithness dopo la fusione con altre due antiche sedi vescovili.
Dal 1878 il territorio dell'antica diocesi di Caithness fa parte della diocesi di Aberdeen.

## Cronotassi dei vescovi
- Andrew † (menzionato nel 1150 - 30 dicembre 1184 deceduto)
- John † (1185)
- Adam † (1214 - 11 settembre 1222 deceduto)
- San Gilbert de Moray (de Moravia) † (1222 - 1º aprile 1244 o 1245 deceduto)
- William † (? - 1261 deceduto)
- Angel † (menzionato il 24 marzo 1263)
- Walter de Baltrodi † (13 giugno 1263 - 1271 deceduto)
  - Nicholas † (1273 nomina cassata) (vescovo eletto)
- Archibald Heroch † (1º novembre 1274 - ? deceduto)
  - Richard † (1278 - ? dimesso) (vescovo eletto)
  - Hervey de Donodei † (1279 - ? deceduto) (vescovo eletto)
- Alan de Saint Edmund † (13 aprile 1282 - 1292 deceduto)
- Adam † (29 aprile 1296 - 1296 deceduto)
- Andrew, O.Cist. † (17 dicembre 1296 - ? deceduto)
- Ferquhard Belegaumbe † (22 gennaio 1306 - 1328 deceduto)
- David † (26 gennaio 1328 - circa 1339 deceduto)
- Alan † (16 gennaio 1341 - ? deceduto)
- Thomas de Fingask † (29 novembre 1342 - circa 1368 deceduto)
- Malcolm † (21 febbraio 1369 - ? deceduto)
- Alexander Man † (21 ottobre 1381 - 1409 deceduto)
- Alexander de Vaus † (4 maggio 1414 - 4 dicembre 1422 nominato vescovo di Whithorn-Galloway)
- John de Crannach † (11 dicembre 1424 - 7 giugno 1426 nominato vescovo di Brechin)
- Robert Strathbrock † (4 giugno 1427 - ? deceduto)
- John Innes † (6 aprile 1446 - 1448 deceduto)
- William Mudy † (8 marzo 1448 - 1477 deceduto)
- Prosper Cannilio de Janua † (25 maggio 1478 - ? dimesso)
- John Sinclair † (26 maggio 1484 - ? deceduto)
- Andrew Stewart il Vecchio † (26 novembre 1501 - 17 giugno 1517 deceduto)
- Andrew Stewart il Giovane † (14 dicembre 1517 - agosto 1541 deceduto)
- Robert Stewart † (27 gennaio 1542 - 29 marzo 1586 deceduto)